# Luce Irigaray
Luce Irigaray, née le 3 mai 1930 à Blaton (Belgique) est une linguiste, philosophe et psychanalyste féministe belge et française. Elle a beaucoup travaillé sur les usages et mésusages de la langue lorsque celle-ci traite du féminin.

## Biographie
Luce Irigaray ne s'exprime pas facilement sur les aspects de sa vie personnelle car elle craint que les opinions sur sa vie quotidienne n'interfèrent avec l'interprétation de ses idées et que la référence à la vie privée ne soit trop souvent utilisée pour contester la crédibilité des femmes.
Elle naît en Belgique le 3 mai 1930 et commence sa formation universitaire, à l'université catholique de Louvain. Elle y soutient, en 1955, une thèse de stylistique sur Paul Valéry.
Elle enseigne ensuite pendant plusieurs années le français, le latin et le grec dans les lycées de Charleroi et de Bruxelles, puis s'installe en France, au début des années 1960 pour suivre une formation de psychanalyste. En 1964, elle obtient un poste de chargée de recherche en philosophie au CNRS et devient, en 1968, directrice de recherche en philosophie.
Elle soutient en 1968 un doctorat en linguistique, intitulé « Approche psycholinguistique du langage des déments », à l'université Paris X-Nanterre. Sa thèse paraît en 1973 sous le titre Le Langage des déments. De 1970 à 1974, elle enseigne à l'université Paris 8-Vincennes.
Entre-temps, elle prend la nationalité française.
Elle participe à la même époque au séminaire de Jacques Lacan. Elle devient psychanalyste, membre de l'École freudienne de Paris. Elle est notamment l'analyste d'Antoinette Fouque, qu'elle invite avec d'autres femmes du Mouvement de libération des femmes à partager la charge de cours qu’elle assure à Vincennes : le travail porte sur le corps, la sexualité féminine et le rapport entre mère et fille.
Elle soutient en 1974 une thèse d'État, intitulée « Speculum. La fonction de la femme dans le discours philosophique », dirigée par le philosophe François Châtelet, à l'université Paris-VIII. Dans cette thèse, qui fait scandale, elle conteste les théories psychanalytiques freudiennes et lacaniennes, ce qui cause la perte de ses enseignements à l'université Paris-VIII-Vincennes et à l'École freudienne de Paris. Sa thèse fait de l’étude de la différence des sexes un enjeu philosophique. Dans cette perspective, tout sujet est nécessairement un sujet sexué et la sexualité féminine se doit de conquérir les valeurs culturelles qui lui ont été jusqu’à présent déniées ou refusées.
Après 1979, elle disparaît quelque peu de la scène littéraire française. Elle indique dans un entretien au quotidien Libération en 1997 : « La France est presque le lieu du monde où on me connaît le moins ! Mais est-ce à moi à répondre ? Je n'ai pas envie. ». Sa pensée reste toutefois présente en Italie et son livre Amo a Te (J'aime à toi), dédié au député communiste européen Renzo Imbeni, est un best-seller. Dans les pays anglo-saxons, ses écrits font également l'objet de nombreuses analyses. Des artistes féminines comme l'Allemande Rosemarie Trockel ou les Britanniques Siobhan Liddell et Margaret Whitford se passionnent pour son travail.
À partir des années 1980, elle entame une réflexion sur le droit et l’éthique, liés au corps et à la procréation (L’Éthique de la différence sexuelle, 1984 ; Sexe et parentés, 1987). Elle s'engage dans l’action concrète, notamment en Italie où sa pensée est très influente. En 1995, elle participe à l'exposition J'aime à toi au Musée d'Art moderne de Paris, à l'invitation de Siobhan Liddell.

## Travaux de recherche
Les premiers travaux de Luce Irigaray sont marqués par l'étude de la différence sexuelle dans la langue : elle fait l'hypothèse qu'il y aurait une langue des hommes et une langue des femmes, qui seraient différentes, et il appartiendrait, selon elle, aux hommes de comprendre que leur langue ne serait pas la langue de toute l'humanité. Elle présente le désir féminin comme une civilisation perdue dont le langage ne serait plus connu aujourd'hui.
Amante marine de Friedrich Nietzsche, paru en 1980, constitue une lecture critique féministe de l’œuvre de ce philosophe.
En 1995, Luce Irigaray a établi un bilan en trois étapes de son cheminement :

### Critique du sujet masculin
Œuvres majeures : Speculum. De l'autre femme, Ce sexe qui n'en est pas un, en particulier.
« C'est la phase où j'ai montré que c'est un sujet unique, le sujet masculin, qui a créé le monde dans une perspective unique. » La vérité comme une et unitaire, l'inexistence du multiple, l'illusion de la complémentarité des contraires sont autant de symptômes d'une omniprésence du sujet mâle.

### Création d'un sujet féminin
C'est le stade de la définition des « médiations qui permettraient l'existence d'une subjectivité féminine, c'est-à-dire, un autre sujet. » Il faut reconnaître ce qui est autre, qu'il y a deux sexes, « au moins », ajoute-t-elle par moments[réf. souhaitée].

### Postérité
Traduits en anglais, ses livres ont influencé plusieurs universitaires et féministes aux États-Unis, et appartiennent à la French Theory. Luce Irigaray est parfois classée dans le « féminisme différentialiste », avec Julia Kristeva, Antoinette Fouque ou Carol Gilligan : l'idée est que la féminité est traditionnellement et métaphysiquement définie comme l'« autre » du patriarcat, et que sa libération passera par une redéfinition du féminin à partir de lui-même et non par une abolition de la différence sexuelle qui ne serait en fait qu'une « masculinisation » des femmes.
La philosophe américaine Judith Butler consacre plusieurs pages de Trouble dans le genre à une critique détaillée de l’œuvre d'Irigaray.

### Critiques

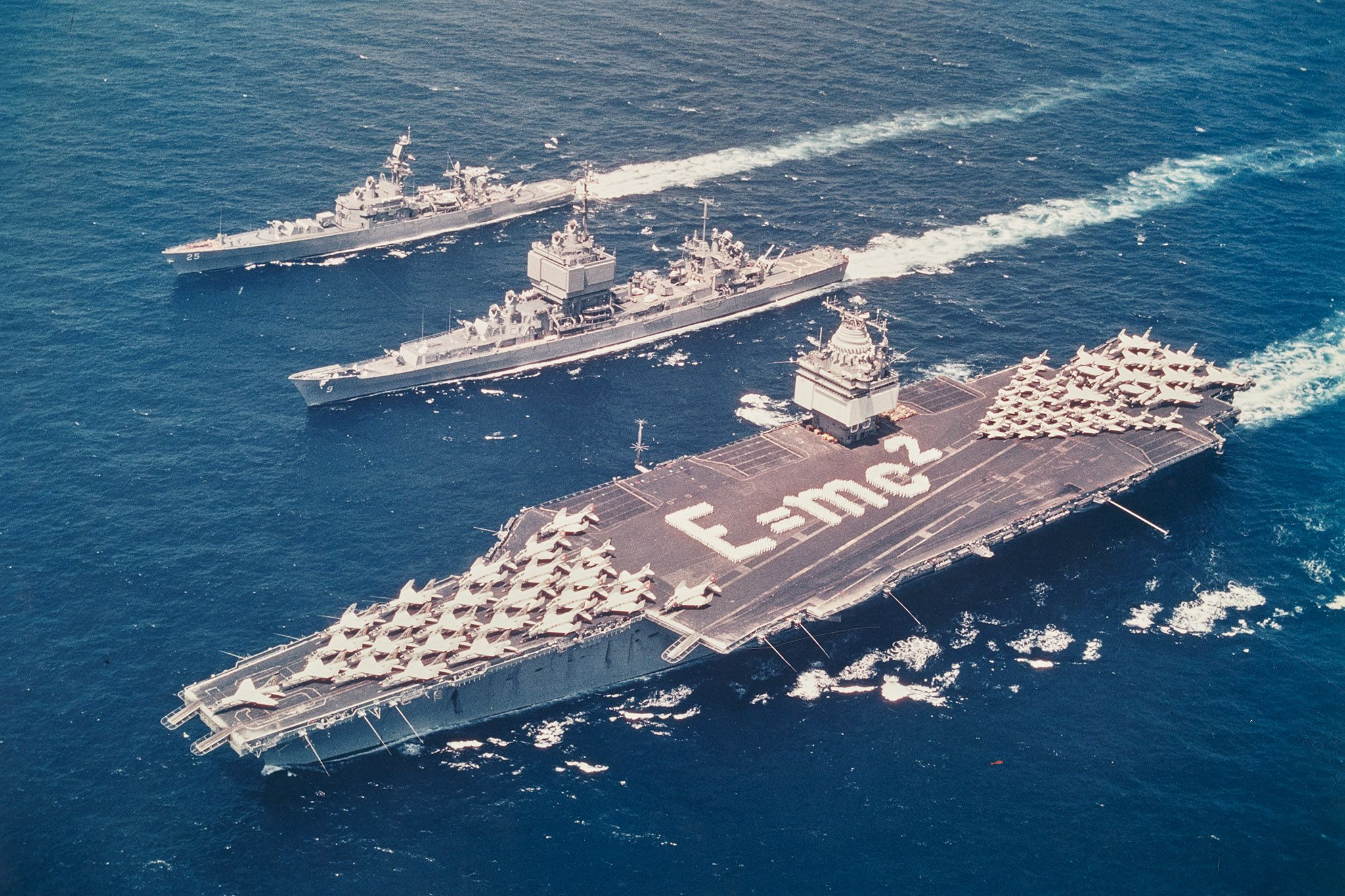
« L'opération Sea Orbit » (1964) - porte-avion nucléaire arborant l'équation E=mc

Elle fait partie des intellectuels critiqués par Alan Sokal et Jean Bricmont dans leur ouvrage Impostures intellectuelles, notamment la phrase : « L’équation E=MC2 est-elle une équation sexuée ? Peut-être que oui. Faisons l'hypothèse que oui, dans la mesure où elle privilégie la vitesse de la lumière par rapport à d’autres vitesses dont nous avons vitalement besoin. Ce qui me semble une possibilité de la signature sexuée de l'équation, ce n'est pas directement ses utilisations par les armements nucléaires, c'est d'avoir privilégié ce qui va le plus vite [...] ». Sokal et Bricmont lui reprochent un usage métaphorique et infondé de propositions scientifiques.
Luce Irigaray exprime, pour sa part, que tout discours, y compris scientifique, parle aussi depuis une position sexuée, et que son universalité ou sa neutralité supposées sont illusoires. Son questionnement concerne moins l'usage technique d'une formule que la manière dont le langage traduit des imaginaires, des symboliques, des attitudes psychologiques, avec ce que cela implique sur l'orientation de la pensée (intuition, désir), l'action (recherches soutenues, médiatisées etc.) et la place des genres y compris en sciences.

## Œuvres
- Le Langage des déments, Mouton / De Gruyter, 1973.
- Speculum. De l’autre femme, Éditions de Minuit, 1974.
- Ce sexe qui n’en est pas un, Éditions de Minuit, 1977.
- Et l’une ne bouge pas sans l’autre, Éditions de Minuit, 1979).
- Amante marine de Friedrich Nietzsche, Éditions de Minuit, 1980.
- Le Corps à corps avec la mère, La Pleine lune, 1981.
- Passions élémentaires, Éditions de Minuit, 1982.
- L’Oubli de l’air – chez Martin Heidegger, Éditions de Minuit, 1983.
- La Croyance même, Éditions Galilée, 1983).
- Éthique de la différence sexuelle, Éditions de Minuit, 1984.
- Parler n’est jamais neutre, Éditions de Minuit, 1985.
- Sexes et Parentés, Éditions de Minuit, 1987.
- Le Temps de la différence. Pour une révolution pacifique, LGF, coll. « Le Livre de poche. Biblio », 1989.
- Sexes et genres à travers les langues, Grasset, 1990.
- Je, tu, nous. Pour une culture de la différence, Grasset, 1990 ; LGF., coll. « Le Livre de poche. Biblio » no 4155, 1992.
- J’aime à toi, Grasset, 1992.
- (it)La democrazia comincia a due, Bollati Boringhieri, 1994
- Être deux, Grasset, 1997.
- Entre Orient et Occident, Grasset, 1999.
- Prières quotidiennes / Everyday prayers, Maisonneuve et Larose / University of Nottingham, 2004.
- (en) Teaching, Londres, Bloomsbury Academic, 2008.
- (it) Il mistero di Maria, Rome, Paoline, 2010.
- (en) Through Vegetal Being: Two Philosophical Perspectives, New York, Columbia University Press, 2016 (avec Michael Marder (en)).
- La Voie de l'amour, Sesto San Giovanni, Mimesis, 2016.
- Das Mysterium Marias, Hambourg, Éditions du Crieur Public, 2019.
- Gebete für jeden Tag – Prières quotidiennes, Hambourg, Éditions du Crieur Public, 2024.